# SWAT

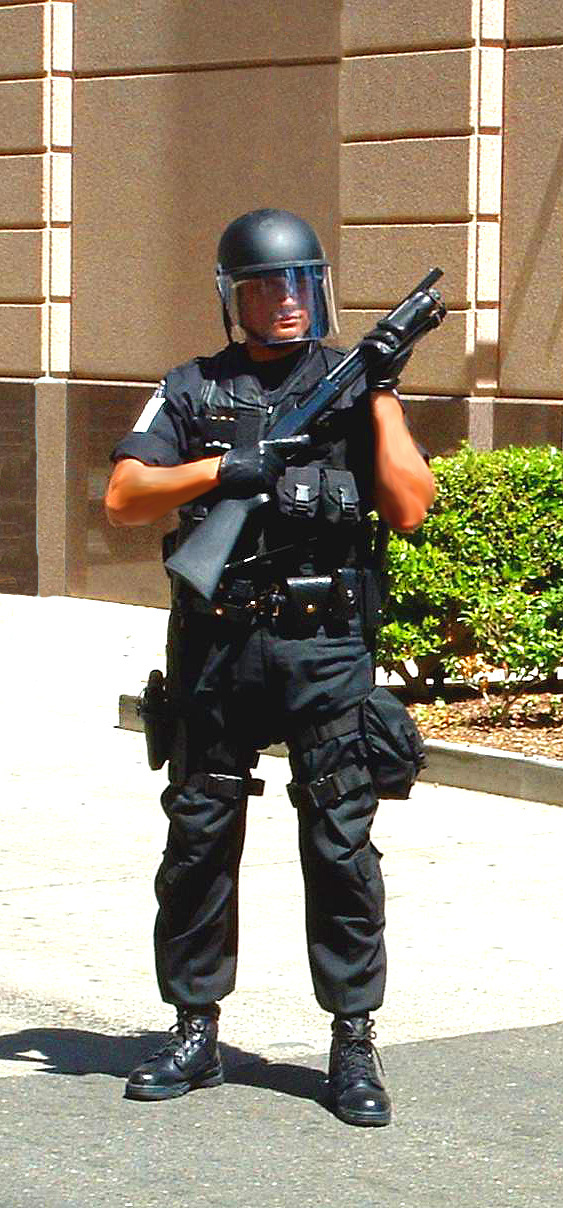
Policjant z zespołu SWAT w pełnym oporządzeniu ze strzelbą powtarzalną

SWAT (Special Weapons and Tactics, dosł. Specjalne Uzbrojenie i Taktyki) – wyspecjalizowana jednostka policji, działająca w obrębie ważniejszych departamentów policji amerykańskiej. Stworzona do przeprowadzania działań o wysokim poziomie niebezpieczeństwa. Tworzą ją wyszkoleni funkcjonariusze, którzy przygotowani są na sytuacje wymagające szybkiej, skoordynowanej i profesjonalnie przygotowanej akcji. Wyposażeni są w wyspecjalizowaną broń i ekwipunek, dostosowane do działań, które przeprowadzają.

## Historia

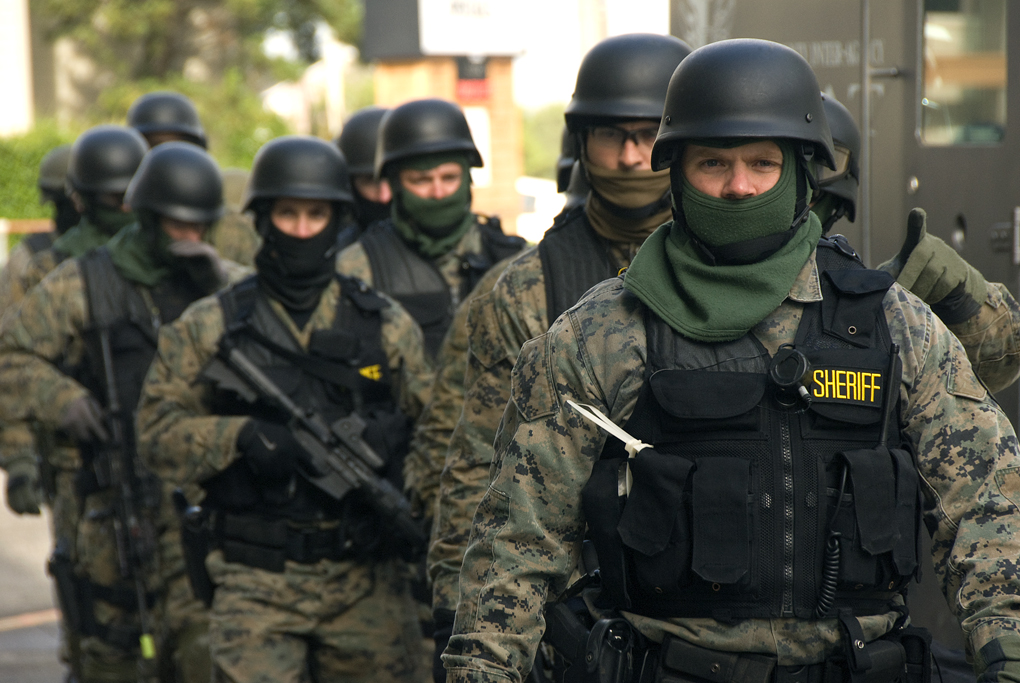
Funkcjonariusze SWAT podczas ćwiczeń

Pomysł powstania jednostki nie był przypadkowy, wiązało się to z narastającą przestępczością i brutalizacją przestępców lat 60. Pierwsza tego typu jednostka powstała w 1967 r. w odpowiedzi na powstania robotników rolnych, wówczas jej zadaniem była kontrola tłumu. Innymi wydarzeniami, które bezpośrednio przyczyniły się do utworzenia SWAT, były zamieszki w Watts, w czasie których zdarzały się incydenty z udziałem snajperów, którzy skutecznie eliminowali funkcjonariuszy policyjnych, a nawet ludność cywilną. Po tych zdarzeniach zaczęto zdawać sobie sprawę, że skuteczna odpowiedź na takie sytuacje praktycznie nie istnieje, a ewentualna interwencja wojska kończy się ogromnymi stratami materialnymi.
Rok po zamieszkach zdarzyła się kolejna krwawa sytuacja, która zdemaskowała słabość policyjnych środków walki z przestępczością. Był to incydent z byłym żołnierzem Charlesem Whitmanem, ukrytym w ratuszu miasta Austin, który do momentu opanowania sytuacji zdążył zabić 16 osób, a postrzelić 32.
Brak dostatecznego wyszkolenia, ograniczona liczba godzin treningowych w praktycznym posługiwaniu się bronią, a także brak odpowiedniej taktyki w wymagających sytuacjach pokazał małą skuteczność i brak przygotowania. Przełom nastąpił, kiedy oficer John Nelson zaprezentował koncepcję utworzenia grupy ludzi, w której skład weszliby wysoce zdyscyplinowani funkcjonariusze, umiejący posługiwać się wyspecjalizowaną bronią i stosujący skuteczną taktykę walki w trudnych sytuacjach. Dlatego już w 1967 inspektor policji Daryl F. Gates zatwierdził powstanie Los Angeles Police Department SWAT.
Pierwsza tego typu jednostka składała się z 15 drużyn, po 4 członków każda. Została przydzielona do Metropolitan Division jako „D” Platoon. Wymagały one comiesięcznego treningu lub intensywnego przygotowywania na czas, kiedy wzrastało zapotrzebowanie na interwencje tych grup. Początkowo zadania jednostki ograniczały się do zabezpieczania policyjnych pomieszczeń i budynków w czasie niepokoju.

## Interwencje SWAT

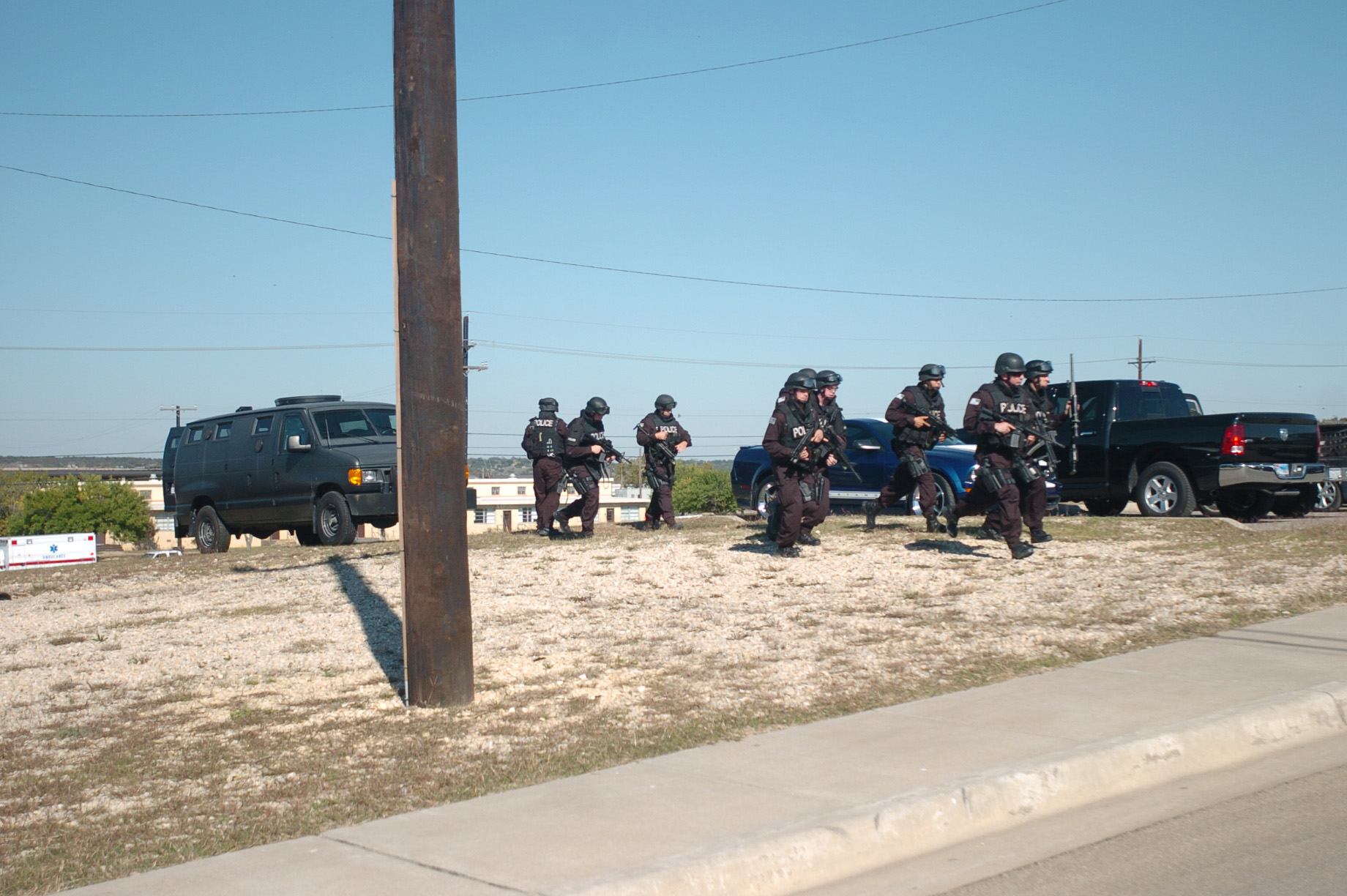
Funkcjonariusze SWAT podczas strzelaniny w Fort Hood

Pierwszym poważnym wyzwaniem dla SWAT była akcja 9 grudnia 1969 r., w której to jednostka otrzymała rozkaz zlikwidowania nielegalnej broni w kwaterze Czarnych Panter. Wówczas to podczas czterogodzinnej konfrontacji z członkami organizacji bojowej doszło do wystrzelenia tysięcy sztuk amunicji. Ostatecznie członkowie Czarnych Panter zostali okrążeni i złożyli broń. Nie odnotowano żadnych ofiar śmiertelnych, jedynie trzech członków i trzech ludzi z oddziału SWAT zostało rannych.
17 maja 1974 r. miała miejsce najbardziej znacząca interwencja w historii SWAT. Członkowie grupy, która nosiła nazwę Symbionese Liberation Army (SLA), zabarykadowali się w jednej z posiadłości. Byli ciężko uzbrojeni, dlatego stanowili bardzo duże zagrożenie. Cała akcja oglądana była przez miliony, gdyż radio i telewizja na żywo transmitowały całe zdarzenie. Policja prowadziła rozmowy z podejrzanymi, użyto gazu łzawiącego, w odpowiedzi na próby kolejnych negocjacji podejrzani zaczęli strzelać. Wywiązała się silna wymiana ognia, podczas której ku zaskoczeniu wszystkich żadna osoba cywilna, a także żaden policjant nie został ranny. Podczas walki cały budynek stanął w płomieniach, przyczyny pożaru nie są jednak znane. Podejrzani odnieśli wiele ran i zginęli w płomieniach.
Jedną z bardziej znanych porażek SWAT była akcja przeciw Marvinowi Heemeyerowi 4 czerwca 2004 roku. Gdy ów mechanik zaatakował swoje rodzinne miasto z użyciem buldożera z betonowo-stalowym pancerzem, oddział nie mógł go powstrzymać nawet z pomocą granatów i amunicji przeciwpancernej. Ostatecznie buldożer zatrzymał się z powodu uszkodzenia silnika. SWAT i policja potrzebowały kilku godzin, by dostać się do środka, jednak sprawca popełnił samobójstwo. Straty w wyniku tego incydentu sięgały 7 milionów dolarów.

## Uzbrojenie
- pistolety:
  - USP
  - Glock
  - Beretta 92
  - Five-seveN

- pistolety maszynowe:
  - MAC 10
  - MP5
  - UMP
  - P90

- karabiny szturmowe:
  - M4
  - G36
  - HK416
  - M16

- strzelby:
  - Benelli M4
  - Remington 870

## Wpływ w innych krajach
Na wzór oddziałów SWAT utworzono w Polsce jednostki SPKP (Samodzielne pododdziały kontrterrorystyczne Policji) oraz BOA (Biuro Operacji Antyterrorystycznych).

## Kultura popularna
SWAT pojawiło się w wielu dziełach kultury popularnej (filmy, książki, seriale), grach komputerowych, zabawkach, m.in.
- filmy kryminalne S.W.A.T. Jednostka Specjalna (2003) i S.W.A.T. Wymiana Ognia (2011)
- serial kryminalny S.W.A.T. – jednostka specjalna (2017);
- Seria gier komputerowych firmy Sierra Entertainment: Police Quest: SWAT (1995), Police Quest: SWAT 2 (1999), SWAT 3 (1999) i SWAT 4 (2005).